# Дедвуд (серіал)
«Дедвуд» (англ. Deadwood) — американський драматичний телесеріал з елементами вестерна, в основі сюжету якого — легенди і реальна історія заснування однойменного міста в Південній Дакоті за часів «золотої лихоманки» в горах Блек-Гіллс. Пілотний епізод був показаний 21 березня 2004 року по кабельному телеканалу HBO в США. Всього було знято 36 епізодів, останній з яких вийшов 27 серпня 2006 року.
Рейтинг переглядів першого сезону виявився одним з найвищих в історії HBO — в середньому 4,5 млн глядачів (вище був тільки у серіалу «Клієнт завжди мертвий»). Знімальна група та актори «Дедвуда» були відзначені в різних номінаціях вісьмома преміями «Еммі» та одним «Золотим глобусом».
Автором ідеї, виконавчим продюсером та провідним сценаристом серіалу виступив Девід Мілч. Виробництвом «Дедвуда» займалися продюсерські компанії Red Board Productions та Roscoe Productions спільно з HBO та Paramount Television (а з третього сезону — CBS Television Studios).
Для серіалу характерні гіперреалізм, відверті сцени насильства і сексу, підвищене вживання ненормативної лексики. Хоча офіційно HBO не відмінив серіал, але по завершенні зйомок третього сезону контракти акторів не були продовжені на четвертий сезон. Деякий час продюсери обговорювали з дирекцією телеканалу можливість випуску ще двох телефільмів, щоб логічно завершити історію, але переговори не завершились успіхом. Лише після кількох років обговорення і підготовки до виробництва вдалося повернутися до продовження зйомки проекту. Процес запустився тільки в 2018 році. Фіналом історії став двогодинний фільм «Дедвуд», прем'єра якого відбулася на HBO 31 травня 2019 року. Дія фільму відбувається через десять років після закінчення третього сезону.

## Сюжет

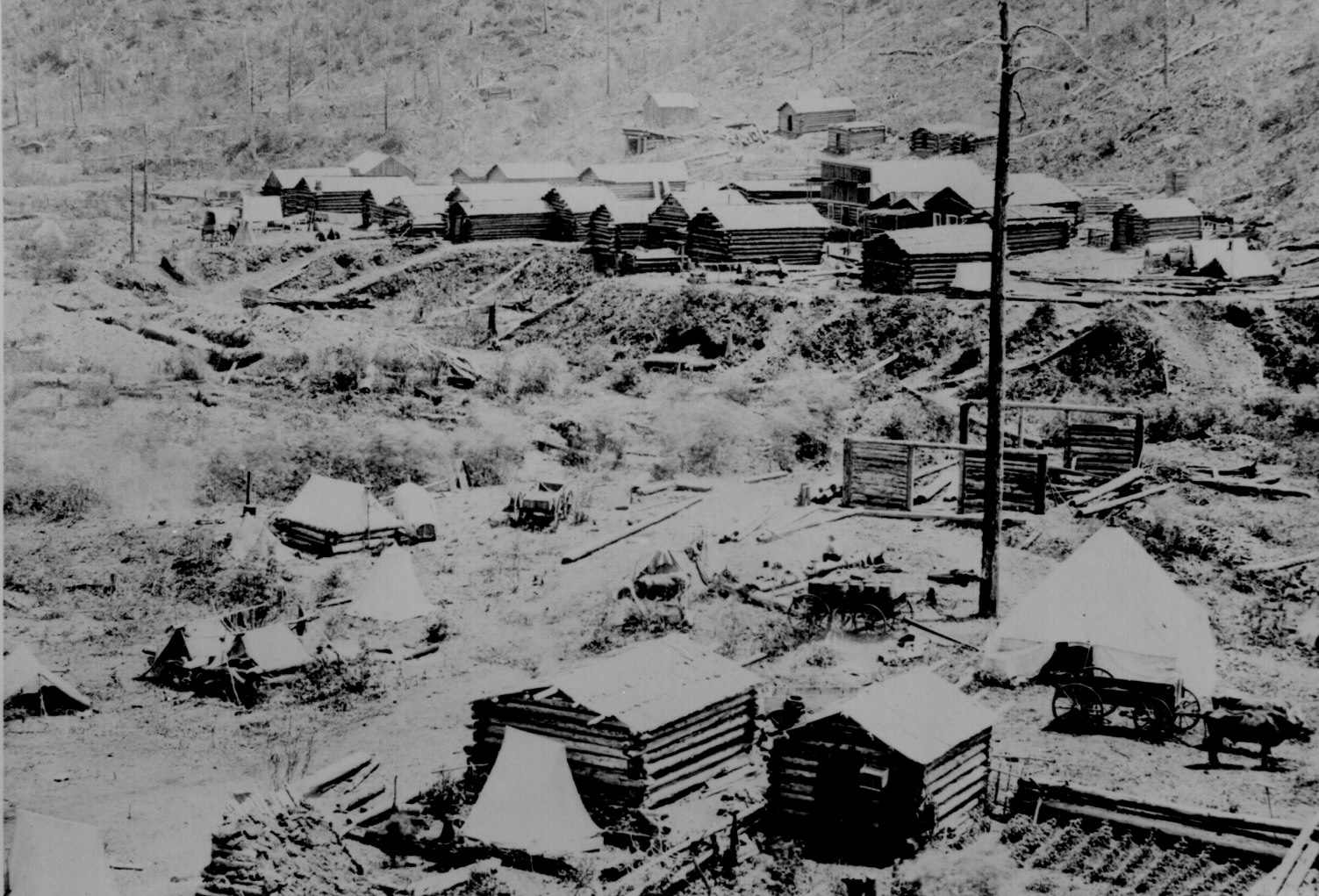
поселення Дедвуд

1876 рік. «Золота лихоманка» охопила всі прикордонні території навколо гірського масиву Блек-Гіллс. Нещодавно утворене з табору шукачів селище Дедвуд в Південній Дакоті — справжня «вигрібна яма», в якій збираються авантюристи та злочинні банди з усієї Америки. Кримінал і корупція настільки міцно увійшли в життя мешканців Дедвуда, що на них практично не звертають уваги. Тут вбивства привертають менше уваги, ніж танці дівчат у місцевому салуні (англ. The Gem Saloon), власник якого, Ел Сверенджен, вважається негласним господарем нового поселення. Сюди приїжджає і колишній маршал Сет Буллок, сподіваючись разом зі своїм другом і партнером по бізнесу Соломоном Старом відкрити торгову лавку.

### Перший сезон
Дії відбуваються через півроку після заснування табору, в середині 1876 року. У Дедвуді фактично панує беззаконня. Єдиним великим за тутешніми мірками центром розваг з випивкою і борделем є «Джем Салун». Його власник — Ел Сверенджен — тримає під контролем місцеву торгівлю і придатні під будівництво земельні ділянки. Конкуренцію йому несподівано складає Сай Толлівер, який відкриває фешенебельний салун (англ. The Bella Union) з казино та вишуканими повіями.

### Другий сезон
На початку 1877 року Дедвуд виглядає вже набагато пристойніше, ніж рік тому. Золоті копальні процвітають. Незалежне поселення поступово розростається і стрімко набуває рис невеликого містечка з різними районами, в тому числі і своїм «чайнатауном»; в ньому відкривається банк, є свій шериф, обов'язки якого взяв на себе Сет Буллок, а також проходить лінія телеграфу. Але і злочинність не дрімає, вона стає більш витонченою та зав'язаною на фінансово-економічних інтересах.

### Третій сезон
Події починаються через шість тижнів після фіналу другого сезону. У розпалі політична боротьба за вибори адміністрації Дедвуда, яка дасть змогу отримати йому статус міста, і увійти під юрисдикцію США в межах Території Дакоти (на той момент це землі майбутніх штатів Південна Дакота і Північна Дакота). У Дедвуді починає давати вистави професійна театральна трупа. В жорстку конфронтацію з місцевими жителями входить багатий каліфорнійський бізнесмен і великий золотошукач Джордж Герст.

## Актори та персонажі
| Актор             | Роль                                              |
| ----------------- | ------------------------------------------------- |
| Тімоті Оліфант    | колишній маршал, шериф Сет Буллок                 |
| Іян Макшейн       | власник «Джем Салуна» Ел Сверенджен               |
| Моллі Паркер      | місіс Алма Гаррет                                 |
| Джим Бівер        | старатель, видобувач золота Вітні Елсворт         |
| Вільям Сендерсон  | господар готелю, мер І. Б. Фарнум                 |
| Бред Дуріф        | док Кокрейн                                       |
| Джон Гокс         | торговець Сол Стар                                |
| Пола Малкомсон    | повія Тріксі                                      |
| Кім Діккенс       | повія Джоані Стаббс                               |
| В. Ерл Браун      | «права рука» Ела Ден Доріті                       |
| Дейтон Каллі      | власник компанії з вантажоперевезення Чарлі Аттер |
| Джеффрі Джонс     | журналіст Е. У. Меррік                            |
| Робін Вайгерт     | скаут Лиха Джейн                                  |
| Пауерс Бут        | власник казино Сай Толлівер                       |
| Леон Ріппі        | власник салуна «Номер 10» Том Наттолл             |
| Анна Ґанн         | місіс Марта Буллок                                |
| Гаррет Діллагант  | шулер Джек Макколл , геолог Френсіс Волкотт       |
| Джеральд Макрейні | підприємець Джордж Герст                          |
| Кіт Керрадайн     | стрілок Дикий Білл Гікок                          |

## Епізоди
| Сезон | Сезон | Епізоди | Дата виходу на ТБ                                      | Дата виходу на ТБ                              |
| Сезон | Сезон | Епізоди | Прем'єрний показ                                       | Фінальный показ                                |
| ----- | ----- | ------- | ------------------------------------------------------ | ---------------------------------------------- |
|       | 1     | 12      | 21 березня 2004 «Дедвуд»                               | 13 червня 2004 «Проданий гріху»                |
|       | 2     | 12      | 6 березня 2005 «Розважлива брехня: частина 1»          | 22 травня 2005 «Хлопчик-з-яким-говорить-Земля» |
|       | 3     | 12      | 11 червня 2006 «Скажи своєму Богу готуватися до крові» | 27 серпня 2006 «Скажи йому щось приємне»       |

### Сезон 1
| № серії (загалом) | № серії (в сезоні) | Назва серії                                                           | Режисер(и)       | Сценарист(и)     | Оригінальна дата показу | Код серії |
| ----------------- | ------------------ | --------------------------------------------------------------------- | ---------------- | ---------------- | ----------------------- | --------- |
| 1                 | 1                  | «Deadwood» «Дедвуд»                                                   | Волтер Гілл      | Девід Мілч       | 21 березня 2004         | 99745     |
| 2                 | 2                  | «Deep Water» «Глибокі води»                                           | Девіс Гуггенгайм | Малкольм Макрурі | 28 березня 2004         | 99746     |
| 3                 | 3                  | «Reconnoitering the Rim» «Розвідуючи окраїни»                         | Девіс Гуггенгайм | Джоді Ворт       | 4 квітня 2004           | 99747     |
| 4                 | 4                  | «Here Was a Man» «Тут побувала людина»                                | Алан Тейлор      | Елізабет Сарнофф | 11 квітня 2004          | 99748     |
| 5                 | 5                  | «The Trial of Jack McCall» «Суд на Джеком Макколом»                   | Ед Б'янчі        | Джон Беллусо     | 18 квітня 2004          | 99749     |
| 6                 | 6                  | «Plague» «Чума»                                                       | Девіс Гуггенгайм | Малкольм Макрурі | 25 квітня 2004          | 99750     |
| 7                 | 7                  | «Bullock Returns to the Camp» «Буллок повертається в табір»           | Майкл Енглер     | Джоді Ворт       | 2 травня 2004           | 99751     |
| 8                 | 8                  | «Suffer the Little Children» «Жінки та діти йдуть першими»            | Ден Мінеген      | Елізабет Сарнофф | 9 травня 2004           | 99752     |
| 9                 | 9                  | «No Other Sons or Daughters» «Більше жодних синів та дочок»           | Ед Б'янчі        | Джордж Путнем    | 16 травня 2004          | 99753     |
| 10                | 10                 | «Mister Wu» «Містер Ву»                                               | Ден Мінехен      | Браян Макдональд | 23 травня 2004          | 99754     |
| 11                | 11                 | «Jewel's Boot Is Made for Walking» «Ці черевички лише для прогулянок» | Стів Шілл        | Рікі Джей        | 6 червня 2004           | 99755     |
| 12                | 12                 | «Sold Under Sin» «Проданий гріху»                                     | Девіс Гуггенгайм | Тед Манн         | 13 червня 2004          | 99756     |

### Сезон 2
| № серії (загалом) | № серії (в сезоні) | Назва серії                                              | Режисер(и)      | Сценарист(и)          | Оригінальна дата показу        | Код серії   |
| ----------------- | ------------------ | -------------------------------------------------------- | --------------- | --------------------- | ------------------------------ | ----------- |
| 13—14             | 1—2                | «A Lie Agreed Upon» «Розважлива брехня»                  | Ед Б'янчі       | Девід Мілч Джоді Ворт | 6 березня 2005 13 березня 2005 | 99757 99758 |
| 15                | 3                  | «New Money» «Нові гроші»                                 | Стів Шілл       | Елізабет Сарнофф      | 20 березня 2005                | 99759       |
| 16                | 4                  | «Requiem for a Gleet» «Реквієм за уретритом»             | Алан Тейлор     | Тед Манн              | 27 березня 2005                | 99760       |
| 17                | 5                  | «Complications» «Ускладнення»                            | Грегг Фінберг   | Вікторія Морроу       | 3 квітня 2005                  | 99761       |
| 18                | 6                  | «Something Very Expensive» «Щось дуже дороге»            | Стів Шілл       | Стів Шілл             | 10 квітня 2005                 | 99762       |
| 19                | 7                  | «E.B. Was Left Out» «Мера міста не запрошувати»          | Майкл Алмерейда | Джоді Ворт            | 17 квітня 2005                 | 99763       |
| 20                | 8                  | «Childish Things» «Дитячі пустощі»                       | Тім Ван Паттен  | Реджіна Коррадо       | 24 квітня 2005                 | 99764       |
| 21                | 9                  | «Amalgamation and Capital» «Столиця і об'єднані землі»   | Ед Б'янчі       | Елізабет Сарнофф      | 1 травня 2005                  | 99765       |
| 22                | 10                 | «Advances, None Miraculous» «Жодних чудес»               | Ден Мінехен     | Сара Гесс             | 8 травня 2005                  | 99766       |
| 23                | 11                 | «The Whores Can Come» «Можуть прийти навіть блудниці»    | Грегг Фінберг   | Браян Макдональд      | 15 травня 2005                 | 99767       |
| 24                | 12                 | «Boy-the-Earth-Talks-To» «Хлопчик-з-яким-говорить-Земля» | Ед Б'янчі       | Тед Манн              | 22 травня 2005                 | 99768       |

### Сезон 3
| № серії (загалом) | № серії (в сезоні) | Назва серії                                                                   | Режисер(и)    | Сценарист(и)                  | Оригінальна дата показу | Код серії |
| ----------------- | ------------------ | ----------------------------------------------------------------------------- | ------------- | ----------------------------- | ----------------------- | --------- |
| 25                | 1                  | «Tell Your God to Ready for Blood» «Скажи своєму Богу готуватися до крові»    | Марк Тінкер   | Девід Мілч та Тед Манн        | 11 червня 2006          | 99769     |
| 26                | 2                  | «I Am Not the Fine Man You Take Me For» «Я не той, за кого ви мене приймаєте» | Ден Аттіас    | Девід Мілч та Реджіна Коррадо | 18 червня 2006          | 99770     |
| 27                | 3                  | «True Colors» «Справжні кольори»                                              | Грегг Фінберг | Реджіна Коррадо та Тед Манн   | 25 червня 2006          | 99771     |
| 28                | 4                  | «Full Faith and Credit» «Про визнання та довіру»                              | Ед Б'янчі     | Тед Манн                      | 2 липня 2006            | 99772     |
| 29                | 5                  | «A Two-Headed Beast» «Двоголовий звір»                                        | Ден Мінехен   | Девід Мілч                    | 9 липня 2006            | 99773     |
| 30                | 6                  | «A Rich Find» «Багатий улов»                                                  | Тім Гантер    | Алікс Ламберт                 | 16 липня 2006           | 99774     |
| 31                | 7                  | «Unauthorized Cinnamon» «Нелегальний кориця»                                  | Марк Тінкер   | Реджіна Коррадо               | 23 липня 2006           | 99775     |
| 32                | 8                  | «Leviathan Smiles» «Посмішка Диявола»                                         | Ед Б'янчі     | Кем Нанн                      | 30 липня 2006           | 99776     |
| 33                | 9                  | «Amateur Night» «Театральна вистава»                                          | Адам Девідсон | Нік Таун та Зак Відон         | 6 серпня 2006           | 99777     |
| 34                | 10                 | «A Constant Throb» «Нескінченна напруга»                                      | Марк Тінкер   | В. Ерл Браун                  | 13 серпня 2006          | 99778     |
| 35                | 11                 | «The Catbird Seat» «Дроздове гніздо»                                          | Грегг Фінберг | Бернадетт Макнамара           | 20 серпня 2006          | 99779     |
| 36                | 12                 | «Tell Him Something Pretty» «Скажи йому щось приємне»                         | Марк Тінкер   | Тед Манн                      | 27 серпня 2006          | 99780     |

## Прототипи героїв серіалу
Сюжет серіалу «Дедвуд» заснований на біографічних фактах та художніх інтерпретаціях з життя історичних особистостей, які  мешкали у цьому місці, — американських першопоселенців та підприємців.
Цікавий факт: в загальному підсумку персонажі серіалу сказали лайливе слово «fuck» та його похідні 2980 разів.

## Трансляція
«Дедвуд» транслювався на кабельному каналі HBO з 2004 по 2006 рік, щотижнево, у неділю; перший сезон о 22:00, а другий і третій — в 21:00.